# Sebastiano Tecchio
Sebastiano Tecchio (né le 3 janvier 1807 à Vicence, en Vénétie et mort le 24 janvier 1886 à Venise) est un avocat et homme politique italien du royaume de Sardaigne, sous Victor-Emmanuel II.

## Biographie
Diplômé en droit à l'université de Padoue, Sebastiano Tecchio est ministre des Travaux publics le 16 décembre 1848, sous le gouvernement de Vincenzo Gioberti, puis ministre de la Grâce et de la Justice le 10 avril 1867, sous le gouvernement d'Urbano Rattazzi. 
Il est réélu sénateur dans les collèges I et IX de Venasca et Carmagnole, jusqu'à sa mort. 
Il est président de la Camera dei deputati entre 1862 et 1863.

## Décorations
- : Ordre suprême de la Très Sainte Annonciade (Savoie)

## Source
- (it) Raffaele Romanelli et Marcello de Cecco, Storia dello Stato italiano : dall'unità a oggi, Rome, Donzelli Editore, 1995, 2e éd., 510 p. (ISBN 88-7989-624-5, lire en ligne)